# Cutinasas
Las cutinasas (EC 3.1.1.74) son enzimas serina esterasas que forman parte de la familia de las α/β-hidrolasas. Cuentan con una tríada catalítica compuesta por serina, histidina y ácido aspártico.  La cutinasa fue identificada por primera vez en la década de 1960 y caracterizada en los primeros años de la década de 1970. La cutinasa del hongo filamentoso Fusarium solani se convirtió en un sistema modelo para investigar la estructura, función y reactividad de esta enzima. Los primeros estudios sobre las cutinasas se enfocaron en la interacción entre hongos y plantas, demostrando que las esporas de hongos que aterrizaban en la cutícula de las plantas aprovechaban los monómeros de cutina. La cutina, el componente principal de la cutícula, es un poliéster lipídico insoluble compuesto principalmente por ácidos grasos hidroxilados de 16 y 18 carbonos que se encuentran unidos mediante enlaces éster. Las cutinasas catalizan la hidrólisis de diversos polímeros, así como triacilgliceroles insolubles y ésteres solubles de bajo peso molecular. Además de su función hidrolítica, las cutinasas también poseen la capacidad de catalizar reacciones de esterificación y transesterificación. La reacción general es:
{\displaystyle {\ce {R1COOR2 + H2O -> R1COOH + R2OH}}}
El éster carboxílico reactivo se encuentra como componente en el polímero de cutina. La hidrólisis de la cutina produce como resultado la producen monómeros de ácido carboxílico y alcohol.
La cutinasa está compuesta por cinco láminas beta paralelas, rodeada por cinco hélices alfa en ambos lados de la lámina. Por lo general, la cutinasa fúngica está compuesta por aproximadamente 197 residuos de aminoácidos, y su conformación nativa se caracteriza por poseer un solo dominio.

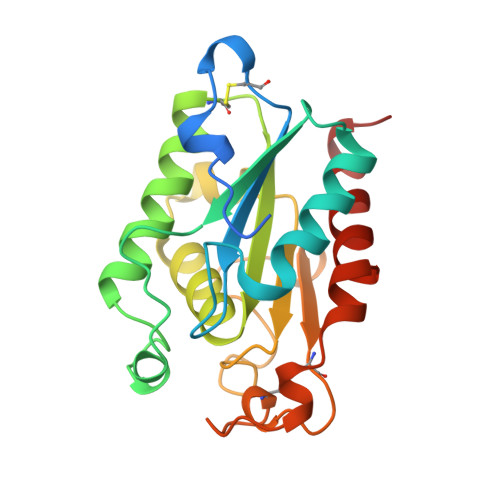
Estructura de la cutinasa de Fusarium solani (PDB: 1CEX).[https://www.rcsb.org/structure/1CEX

## Aplicaciones
Las cutinasas son enzimas versátiles que encuentran diversas aplicaciones en la industria, la agricultura y la biotecnología debido a su capacidad para degradar la cutina, un polímero lipídico que forma parte de la cutícula de las plantas. Aquí se detallan algunas de sus aplicaciones:
- Industria textil y detergentes: En la industria textil, las cutinasas se utilizan para eliminar manchas de grasa y aceite de los tejidos, ya que pueden descomponer los ésteres presentes en las manchas. En la fabricación de detergentes, las cutinasas se incorporan para mejorar la capacidad de limpieza de productos de lavado, especialmente en la eliminación de manchas lipídicas.[6]
- Industria alimentaria: Se emplean en la producción de productos alimenticios, como la fabricación de zumos de frutas, para ayudar en la extracción de jugo de frutas y en la ruptura de las membranas celulares, liberando así más líquido y sabores.[7]
- Agricultura y horticultura: En la agricultura, las cutinasas se han utilizado para el control de patógenos en plantas. Estas enzimas pueden ayudar a degradar la cutícula de los hongos fitopatógenos, lo que limita su capacidad para infectar las plantas. En la horticultura, las cutinasas se aplican para ablandar la cutícula de frutas y verduras, mejorando su calidad y textura para la venta al consumidor.[8]

### Aplicaciones en biorremediación
Las cutinasas se utilizan en la degradación de plásticos biodegradables que están compuestos principalmente de polímeros naturales relacionados con la cutina o que contienen ésteres susceptibles de ser descompuestos por estas enzimas. Algunos ejemplos de plásticos biodegradados por cutinasas:
- Poliésteres biodegradables: Los poliésteres biodegradables basados en ácido poliláctico (PLA), polihidroxialcanoatos (PHA) y otros poliésteres naturales o sintéticos pueden ser degradados parcial o totalmente por las cutinasas. Estos materiales se utilizan en envases, productos desechables y aplicaciones agrícolas.[9][10][11]
- Almidón biodegradable: El almidón es un polisacárido natural que se utiliza como base para algunos plásticos biodegradables. Las cutinasas pueden descomponer los enlaces de éster en estos materiales, lo que facilita su degradación en el medio ambiente.[12]
- Bioplásticos basados en cutina: Los bioplásticos fabricados directamente a partir de cutina o polímeros relacionados con la cutina son un área de investigación en la que las cutinasas desempeñan un papel importante. Estos bioplásticos son especialmente prometedores porque pueden ser degradados por las mismas enzimas que descomponen la cutina natural.[13]